# Vlag van Ontario

Vlag van Ontario

Vlag van de luitenant-gouverneur van Ontario

De vlag van Ontario is een Brits rood vaandel met aan de rechterkant het wapen van Ontario. Het provinciale schild toont drie gouden esdoornbladeren op een groene achtergrond, het symbool van Canada. Daarboven, in het zilveren schildhoofd, staat een rood Sint-Joriskruis, het symbool van Engeland. De vlag is in gebruik sinds 21 mei 1965.
Het ontwerp moest diegenen die tegen het aannemen van een nieuwe vlag van Canada waren tevreden stellen: in Canada werd destijds een debat gevoerd tussen mensen die het Canadese Rode Vaandel als nationale vlag wilden handhaven en zij die een nieuwe vlag wilden. Vooral op het platteland van Ontario waren er veel aanhangers van het rode vaandel. De federale overheid besloot echter een nieuwe vlag aan te nemen, de huidige vlag van Canada. De vlag van Ontario dient dus als een herinnering aan de oude Canadese vlag en symboliseert de band met het Verenigd Koninkrijk, die voor de tegenstanders van de komst van de huidige Canadese vlag zo belangrijk was dat zij de Union Flag niet uit de Canadese vlag gehaald wilden zien worden. De vlag van Manitoba is onder soortgelijke omstandigheden aangenomen.
De luitenant-gouverneur van Ontario, de vertegenwoordiger van de Canadese Kroon in de provincie, heeft een persoonlijke standaard waarop het gekroonde wapenschild van Manitoba op een blauwe achtergrond staat, omringd door tien esdoornbladeren die de tien Canadese provincies moeten symboliseren.